# Нивка (комп'ютер)
«Нивка» (також СМ1820) — 32-розрядний персональний комп'ютер, обмежено сумісний з IBM PS/2. Випускався Київським НВО «Електронмаш». Закінчення розробки і випуск першої ревізії датується 1990 роком. Основними споживачами даного комп'ютера і модифікацій стали промислові підприємства країн Варшавського договору.
До складу СМ1820 передбачалося ввести узгоджувач інтерфейсів І41 і ISA для використання до чотирьох модулів персональних ЕОМ IBM PC/AT. Для СМ1820 розроблялися контролери локальних мереж загального (Ethernet) і промислового (ІЛПС і Bitbus) призначення, засоби машинної графіки — відеоконтроллер з нестандартними роздільними здатностями монітора 640×420 точок, 16 кольорів і 1024×800 точок, 256 кольорів.